# 前1440年代
| 千纪： | 前2千纪 |
| 世纪： | 前16世纪 \| 前15世纪 \| 前14世纪                                                                                     |
| 年代： | 前1470年代 \| 前1460年代 \| 前1450年代 \| 前1440年代 \| 前1430年代 \| 前1420年代 \| 前1410年代                       |
| 年份： | 前1449年 \| 前1448年 \| 前1447年 \| 前1446年 \| 前1445年 \| 前1444年 \| 前1443年 \| 前1442年 \| 前1441年 \| 前1440年 |

## 重要事件及趋势
约前1445年，古埃及法老图特摩斯三世打败了米坦尼国王，夺占米坦尼王国位于幼发拉底河西岸的土地。

## 重要人物
- 图特摩斯三世，古埃及第十八王朝法老
- 穆瓦塔里一世，赫梯国王
- 亚述拉比一世，亚述国王
- 厄里克托尼俄斯，雅典国王
- 仲丁、外壬，商朝君主